# 扁旋螺
扁旋螺（学名：Gyraulus compressus）为扁蜷科旋螺属的动物，是中国的特有物种。

## 分佈
分布于台湾岛以及中国大陆的甘肃、新疆、河北、山西、陕西、河南、山东、江苏、浙江、安徽、江西、湖南、湖北、福建、广东、广西等地，常栖息于池塘、沟渠、水田以及湖泊及缓流小溪内。

## 外部連結
- 維基物種上的相關：扁旋螺